# St. Vitus (Olfen)

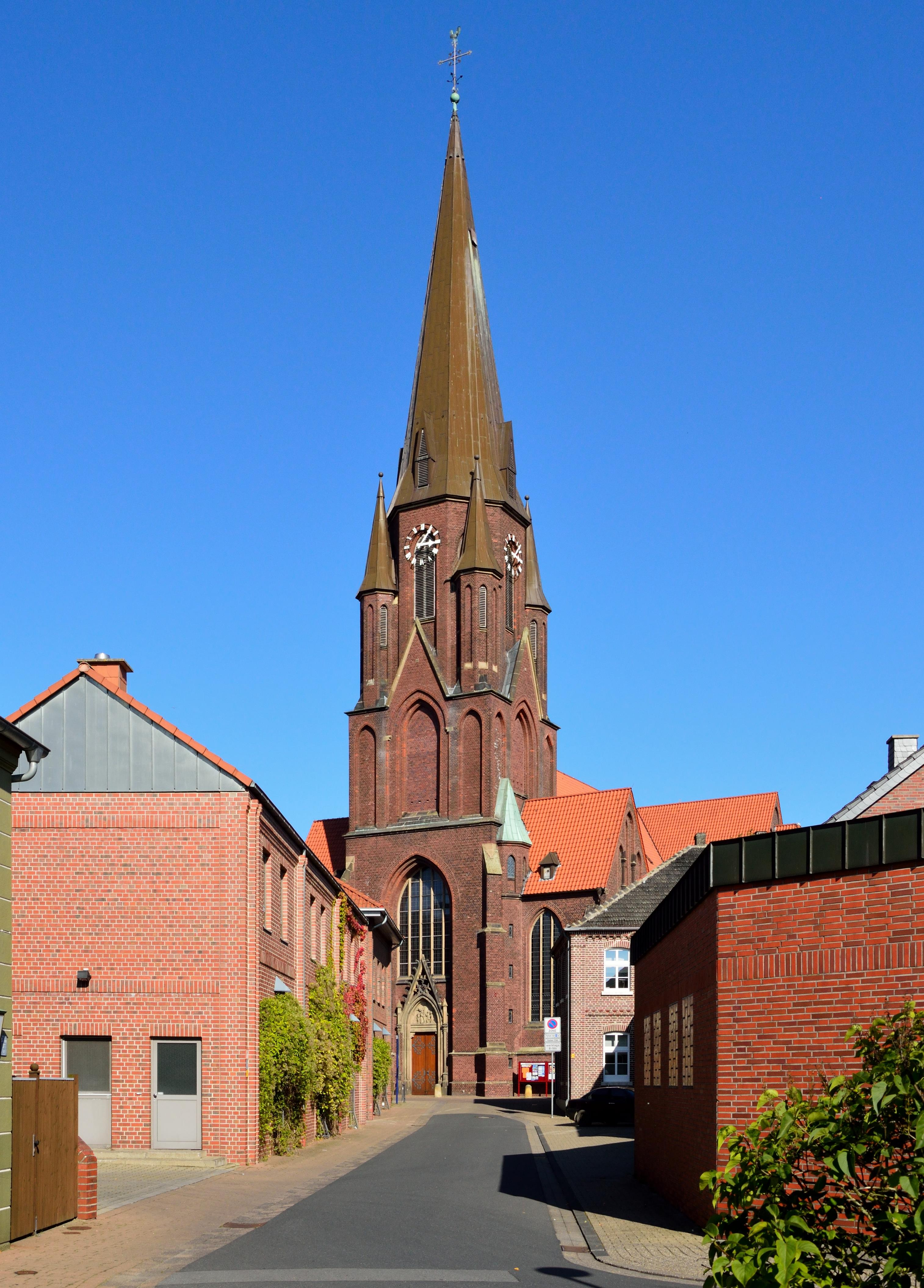
St.-Vitus-Kirchturm in Olfen

Die katholische Pfarrkirche St. Vitus ist ein denkmalgeschütztes Kirchengebäude in Olfen im Kreis Coesfeld (Nordrhein-Westfalen). Die Gemeinde gehört zum Dekanat Lüdinghausen im Bistum Münster.

## Geschichte und Architektur

### Vorgängerkirchen
In einer Schenkungsurkunde des Bischofs Wolfhelm von Münster aus dem Jahr 889, übertrug er sein väterliches Erbe dem Kloster Werden. Das Kloster war dem Liudger geweiht. Gemäß dieser Urkunde bestanden die Kirche und auch die Pfarrei St. Vitus schon vor 889; die erste Kirche wurde vermutlich nach 836 aus Holz gebaut. Diese sogenannte Eigenkirche wurde im Auftrag des Gutsherren auf dem Oberhof errichtet und stand wohl auf der Wasserburg. Die Reliquien des Hl. Vitus wurden 836 feierlich von Saint-Denis in Frankreich zum Kloster Corvey überführt.
Durch den Bevölkerungszuwachs wurde die erste Kirche zu klein. Zwischen 1100 und 1150 wurde an der Stelle der heutigen Kirche ein romanisches Gebäude errichtet. Bis 1879 trug der Turmunterbau die Spitze des Kirchturmes der dritten Kirche. Weitere Angaben zur zweiten Kirche sind nicht überliefert.
Die dritte Kirche wurde um 1450 im spätgotischen Stil errichtet, von diesem Bauwerk ist eine Fotografie aus dem Jahr 1877 erhalten. Auf einem alten Altarstein befindet sich die Bezeichnung 1452. Diese Kirche war wesentlich kleiner, als die heutige; der Turm stand im Westen, der Chor im Osten. Der Unterbau des Turmes aus romanischer Zeit war in Haustein gehalten, die Spitze wurde mit Schiefer eingedeckt. Das Kirchengebäude war aus Ziegelsteinen gemauert, das Dach trug rote Dachpfannen. Die Wände waren durch spitzbogige Fenster mit Fischblasenmaßwerk und Strebepfeiler gegliedert. Die Sakristei stand nördlich vom Chor. Das Wulfs-Örtchen war der Begräbnisplatz der Familie von Wulf auf  Haus Füchteln.  In der Kirche standen drei Altäre, der Hauptaltar war dem Hl. Vitus, die beiden Nebenaltäre den Heiligen Maria und Katharina geweiht. Der Status Ecclesiae vom 18. Jahrhundert berichtet Die Altäre waren konsekriert, unversehrt und immer entsprechend geschmückt. Die Kirche selbst und die Sakristei waren in tadellosem Zustand. Altargeräte und Meßgewänder gab es genügend. Das ewige Licht brannte ständig. Die Kirchenbänke waren zum großen Teil im Besitz einzelner Familien. Die siebenunddreißig Eigensitze in verschiedenen Bänken wurden alle vier Jahre neu vermietet.
Um den Bau einer Notkirche zu vermeiden, wurde die alte Kirche immer nur in dem Maße abgebrochen, wie die Bauarbeiten an der neuen Kirche fortschritten. Teile des Abbruchmaterials wurde für die neuen Fundamente genutzt. Ein großer Teil der Ausstattung, wie ein gotisches Sakramentshäuschen, der Hochaltar, die Bänke, die Orgel und die Kapitelle der Ecksäule wurden entweder verkauft oder zerstört. Die Glocken blieben erhalten und wurden in der neuen Kirche aufgehängt.

### Heutige Kirche

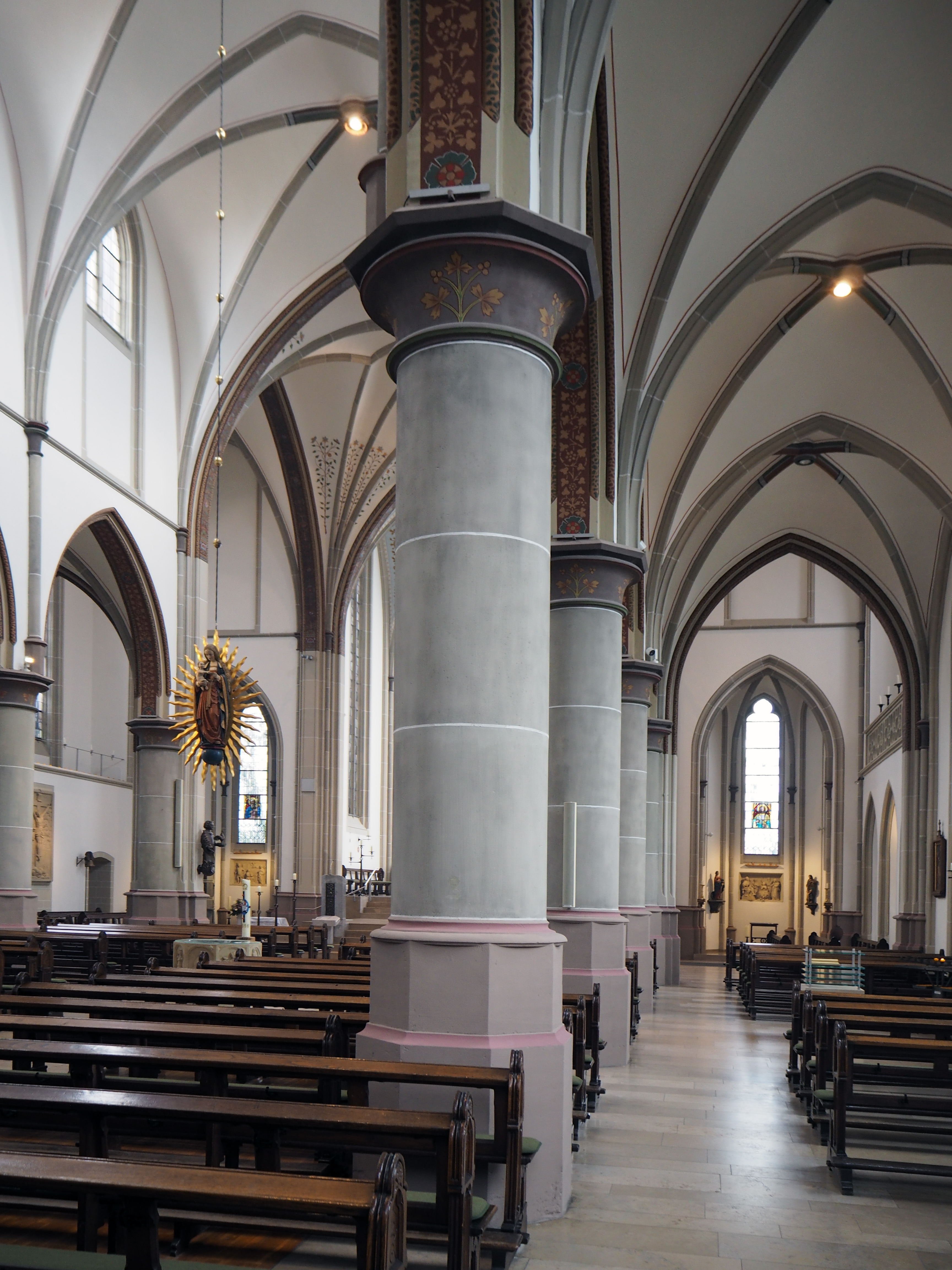
Kircheninneres nach Osten

Die Kirche war im Laufe der Jahre zu klein und teilweise auch baufällig geworden. 1862 wurde ein Kirchenbaukomitee gegründet um über die Förderung des projektierten Neubaus einer Kirche dahier zu berathen.
Die neugotische Basilika wurde von 1882 bis 1885 nach Plänen des Architekten Hilger Hertel d. Ä. aus Münster errichtet. Hertel besichtigte am 5. April 1867 die Örtlichkeiten und legte am 24. September 1868 erste Baupläne für einen Neubau vor. Bischof Johann Georg Müller sah die Pläne durch und genehmigte diese nach einigen Änderungswünschen. Am 6. Juni 1871 wurde mit Hertel ein förmlicher Bauvertrag geschlossen, allerdings wurde durch den Kulturkampf der Baubeginn abgebrochen. Der Architekt Hertel überarbeitete den ursprünglichen Plan und legte am 10. Februar 1877 die neuen Pläne vor. Statt des geplanten wuchtigen Gebäudes, war nun ein belebtes in gotischen Formen gehaltenes geplant. Statt der gemauerten rechteckigen Säulen im Innenraum wurden runde Säulen aus Haustein errichtet. Auch wurde der alte Turmunterbau nicht erhalten, sondern ein zur gotischen Kirche passender aufgemauert. Der Grundstein wurde am 3. Juni 1877 gelegt und am 1. Mai 1878 wurden das Querschiff und der Chor eingeweiht und erste Messen gelesen. Das Langhaus wurde am 1. November 1879 fertiggestellt und das Gebäude erhielt die von Hertel geplante Ausstattung. Bischof Johannes Bernhard Brinkmann war während des Kulturkampfes zum Verlassen des Bischofssitzes gezwungen worden und lebte in der Verbannung in den Niederlanden. Er kehrte 1884 nach Münster zurück und konsekrierte die Vituskirche am 6. Oktober 1885.
Das Gebäude ist 46,10 Meter lang und 21,55 Meter breit, Das Querschiff ist an jeder Seite 1,25 Meter breiter. Der Kirchenraum ist 16,55 Meter hoch, der Turm hat einschließlich des Kreuzes und des Hahnes eine Höhe von 66 Metern. (Kreuz und Hahn haben eine Höhe von zwei Metern). Es wurden insgesamt 1.113.600 Ziegelsteine vermauert. Der Weg um die  Kirche herum wurde Ende des 19. Jahrhunderts gepflastert. Die Beleuchtung des Innenraumes wurde 1893 verbessert, indem neun große Petroleumlampen angebracht wurden. Der Dekorationsmaler Anton Schräder aus Münster erhielt 1894 den Auftrag, den Innenraum auszumalen. Die Schallluken im Turm sollten (Stand 2013) verkleinert und erneuert werden, um bei vollem Geläut den Glockenklang harmonischer und wohltönender zu mischen.

## Ansichten im Stadtbild

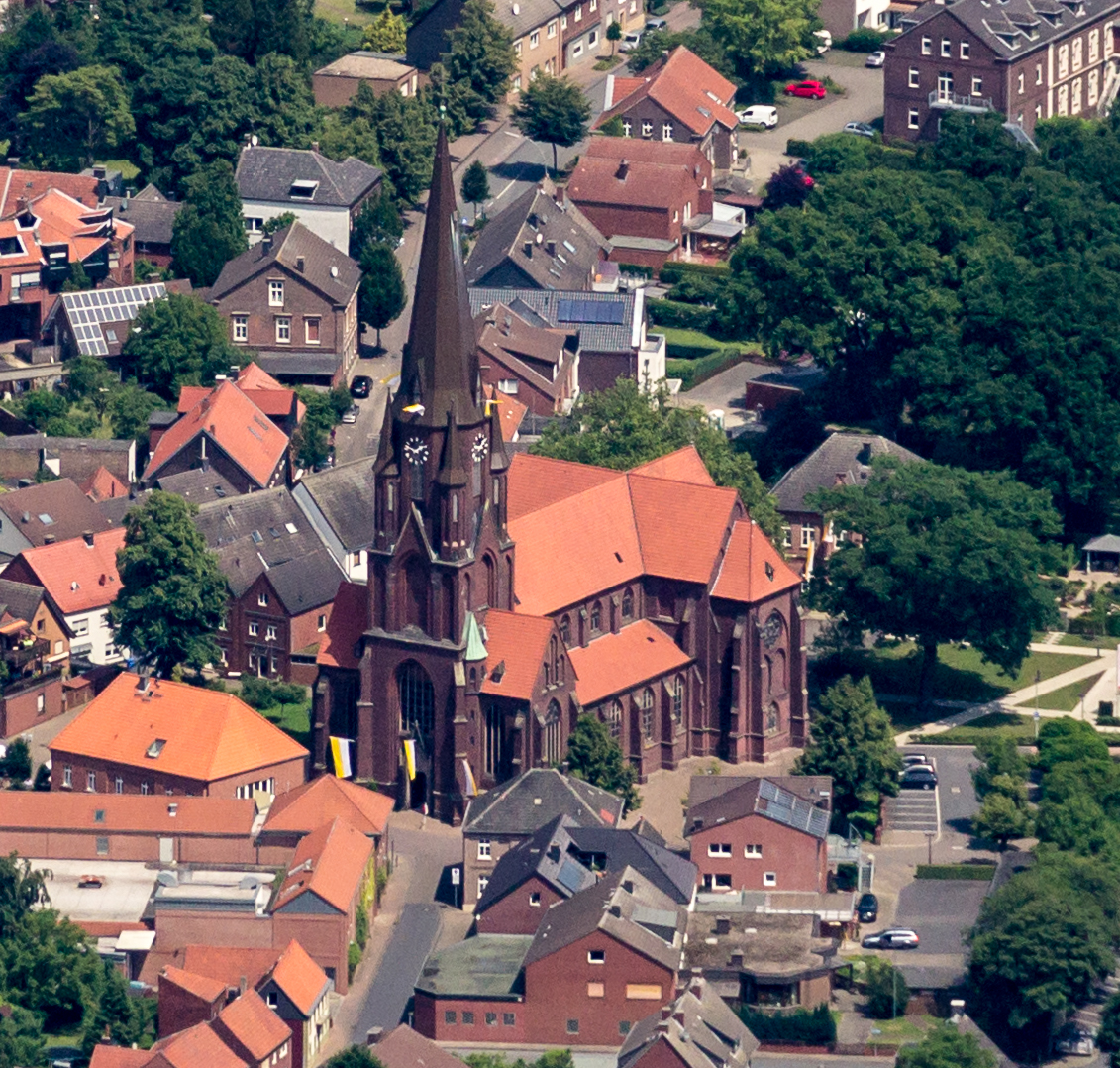
Luftbild von 2014
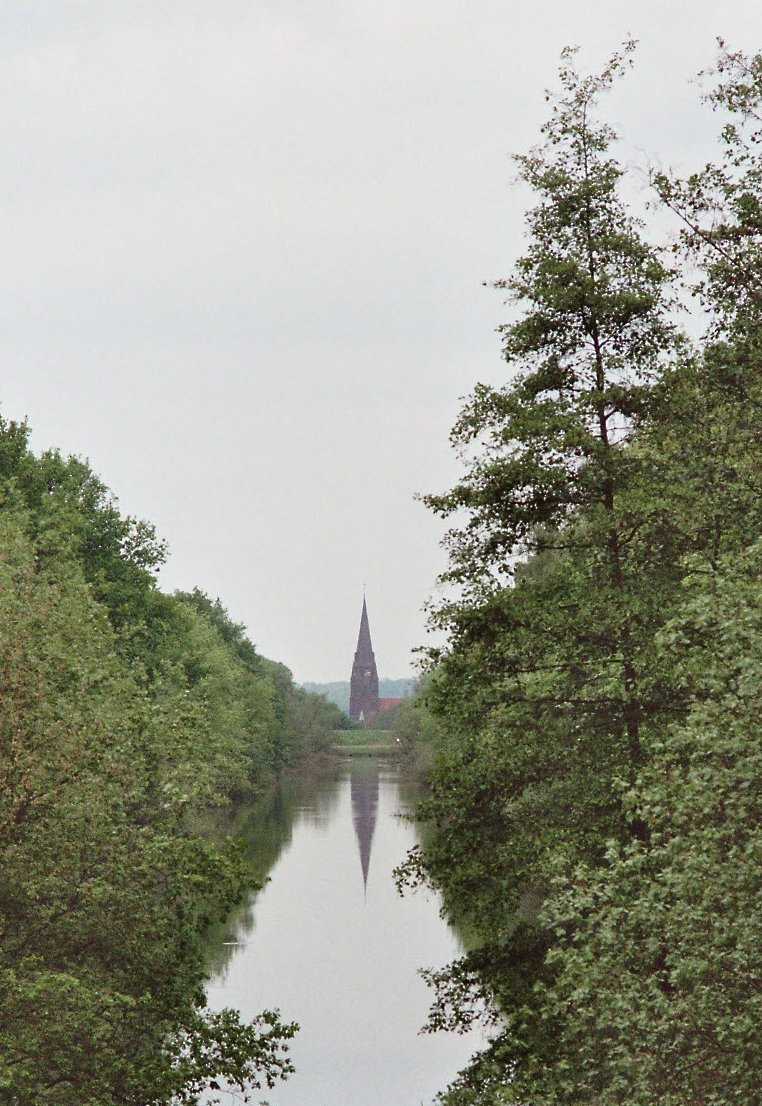
Blick durch die alte Fahrt des Dortmund-Ems-Kanales auf die Kirche
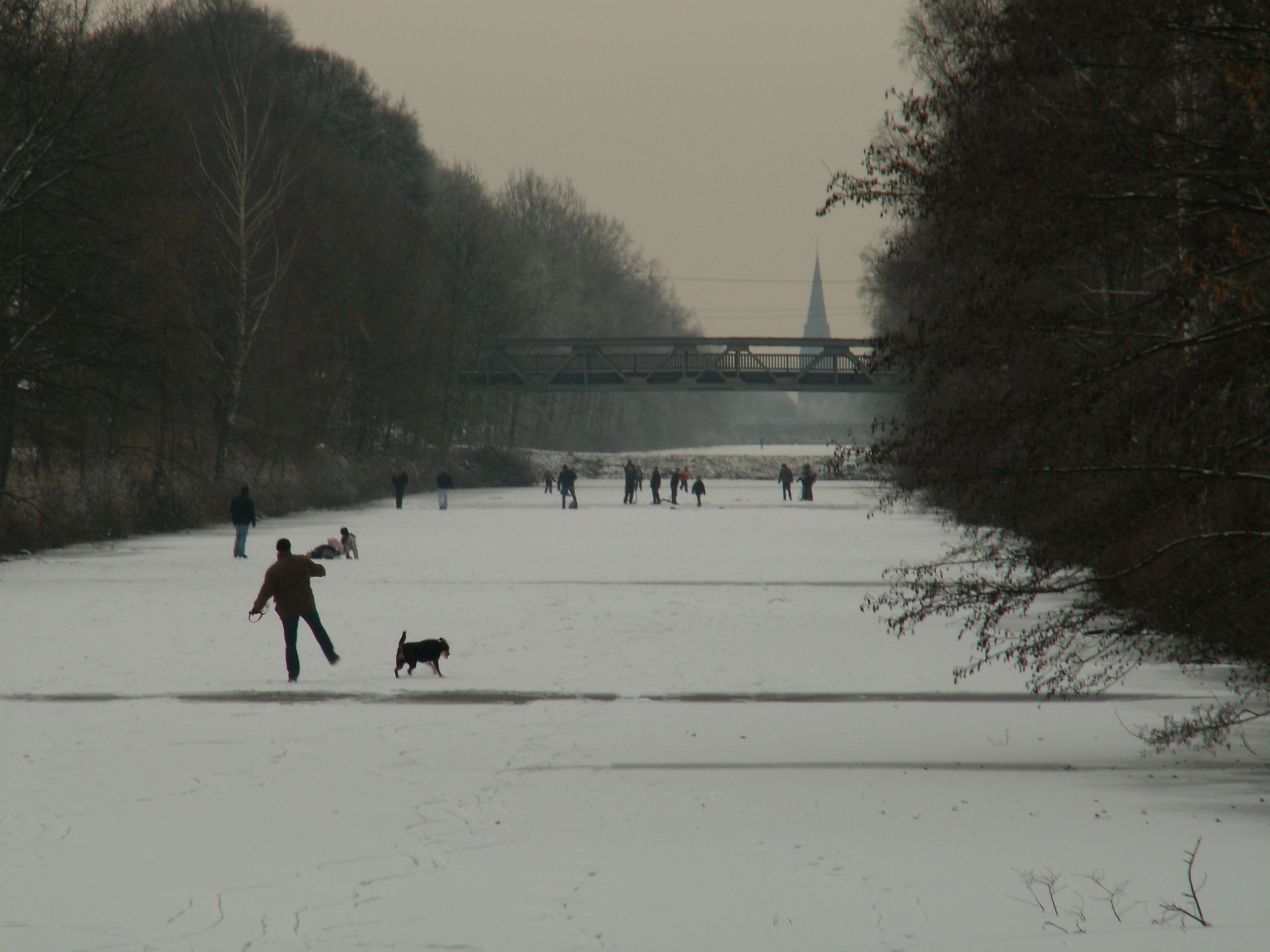
Die zugefrorene alte Fahrt mit Blick auf St. Vitus

## Ausstattung
Die ursprüngliche Innenausstattung bestand aus den Altären, der Kanzel, den Beichtstühlen, der Kommunionbank, die Orgel, Kirchen- und Chorgestühl und kostete etwa 30.000 Mark.
- Zur Ausstattung gehört ein achteckiger gotischer Taufstein aus der Mitte des 15. Jahrhunderts, der von vier Tierkonsolen gestützt wird. Auf dem Becken ist eine Darstellung von der Anbetung der Könige zu sehen. Dieser Taufstein wurde bei dem Abbruch der Vorgängerkirche nach Schloss Sandfort gegeben und wurde am 26. März 1952 rückübereignet.
- Eine Doppelmadonna vom Anfang des 16. Jahrhunderts ergänzt die Ausstattung.[8] Sie stammte aus dem Vorgängerbau und wurde nach Hölper in Rechede verkauft. 1935 wurde sie wieder zurückgegeben.[4]

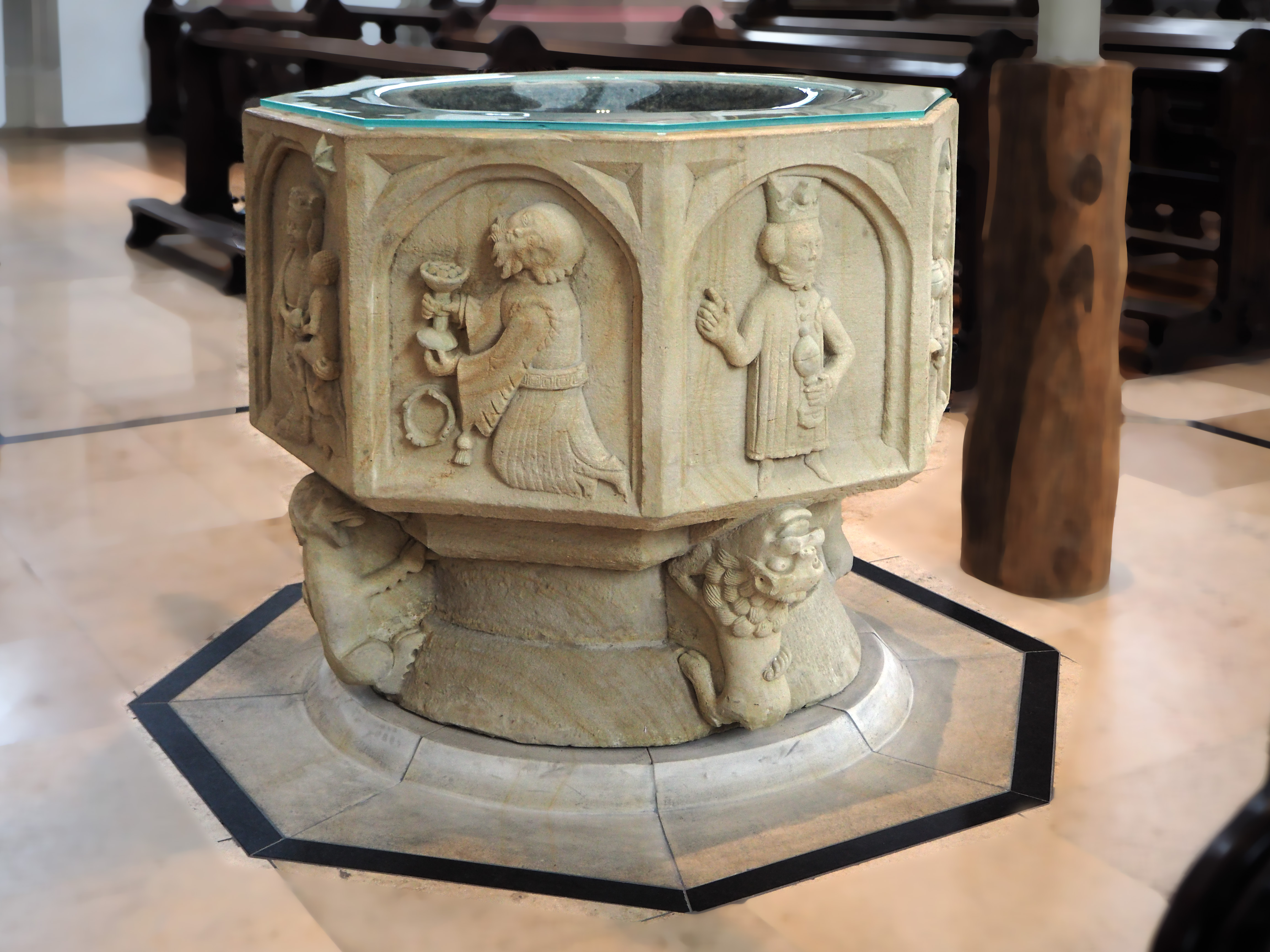
Taufstein (15. Jahrhundert)
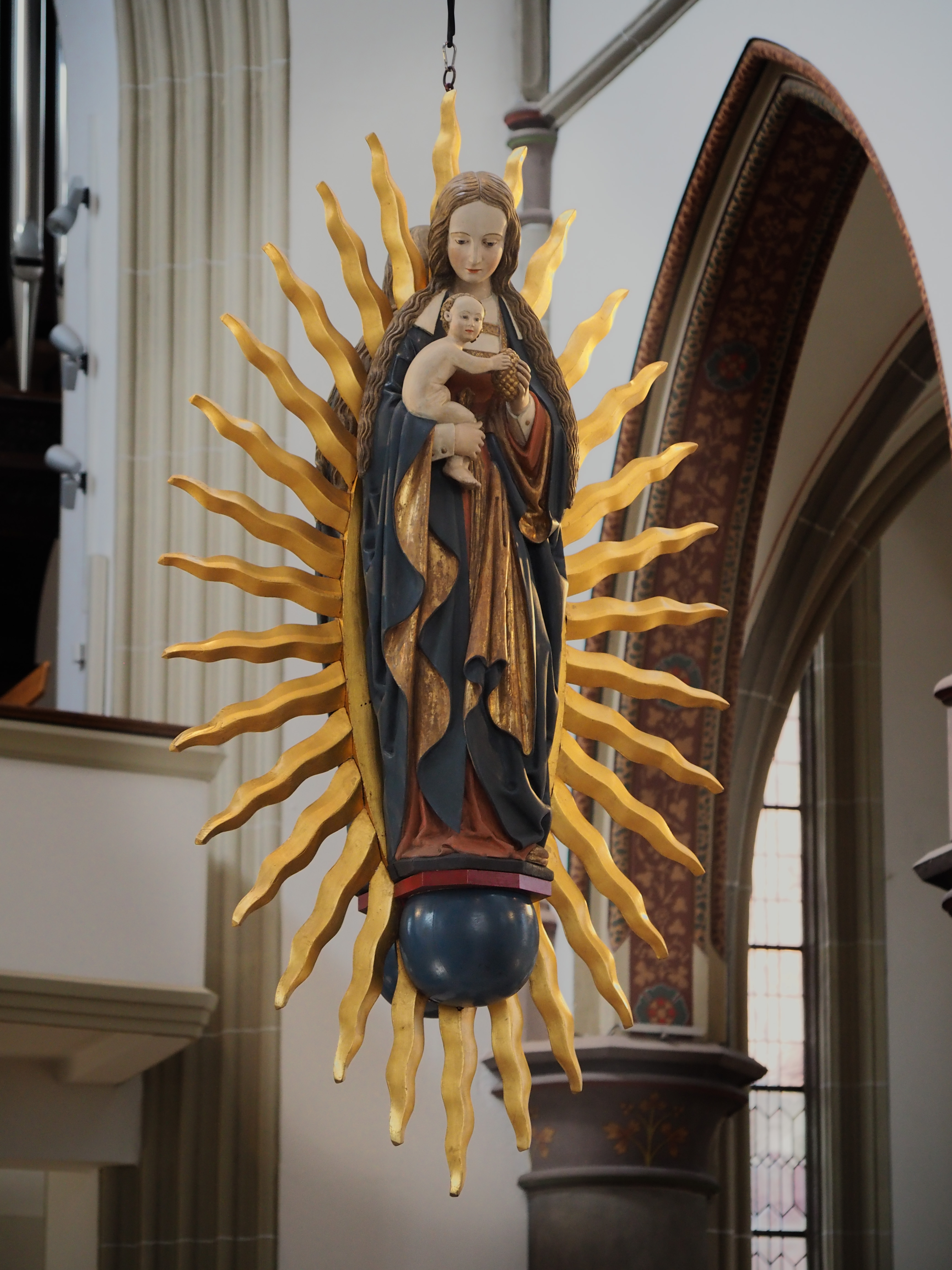
Doppelmadonna von Osten (16. Jahrhundert)
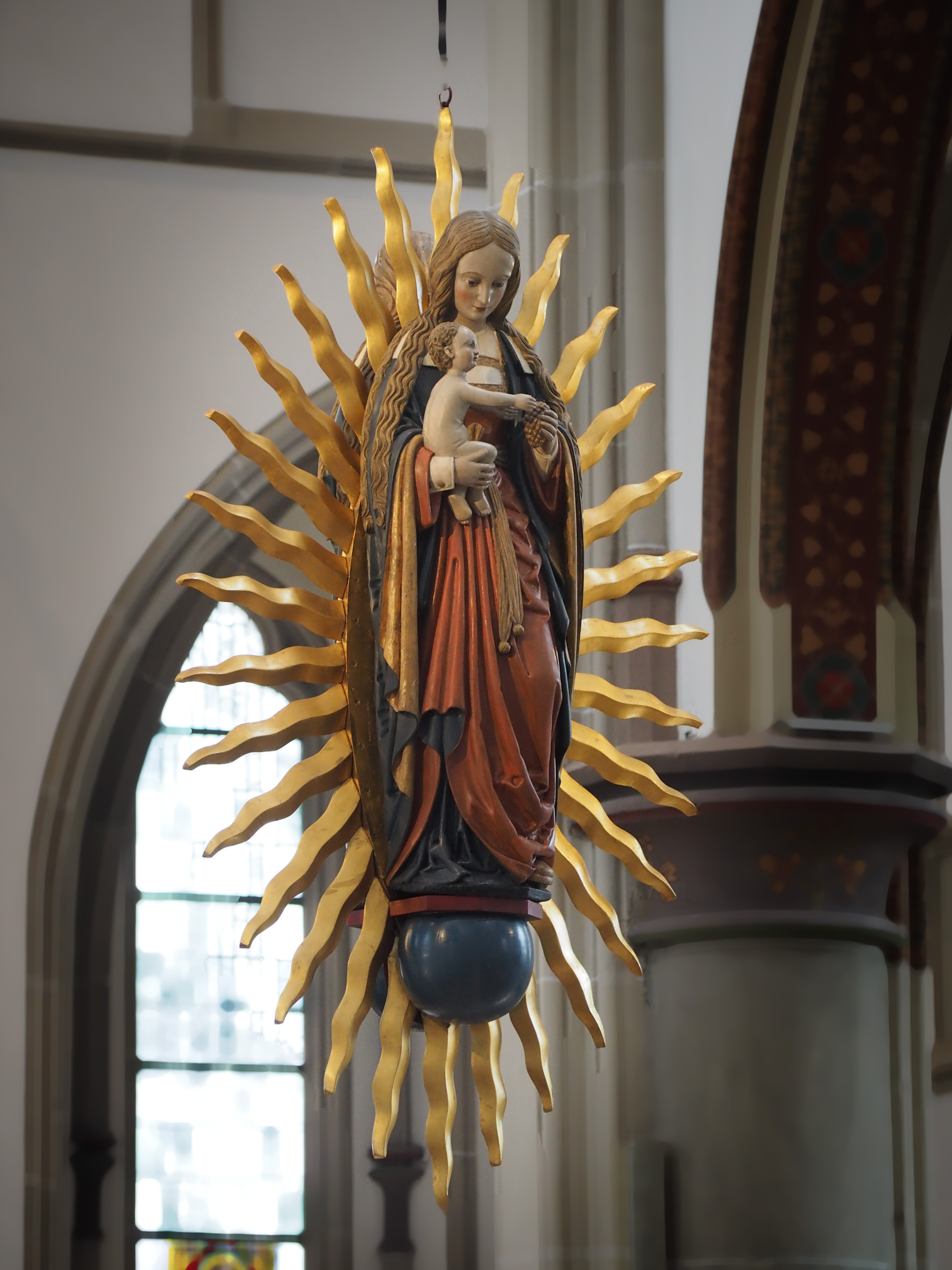
Doppelmadonna von Westen (16. Jahrhundert)
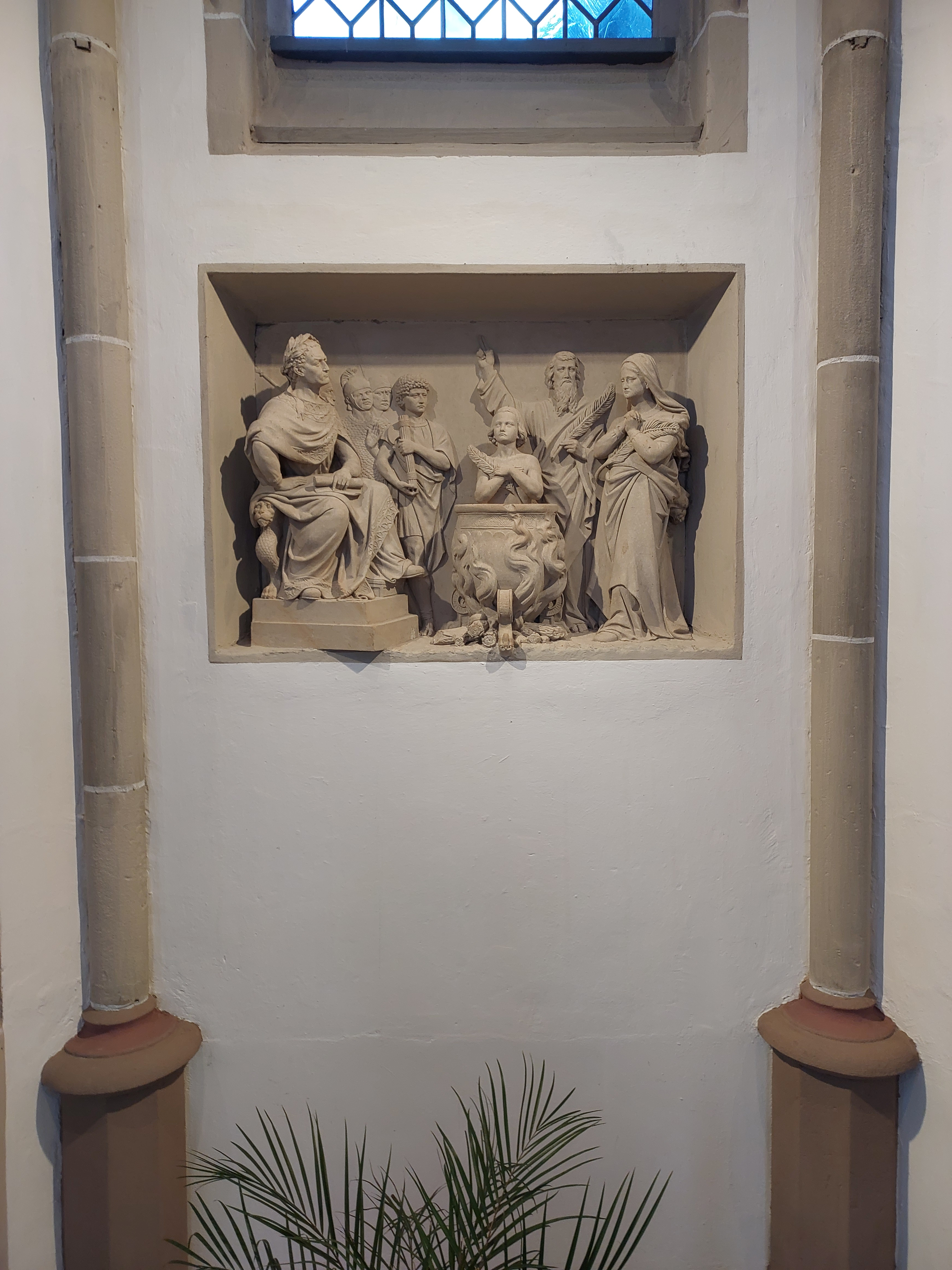
Relief des Hl. Vitus (1881)
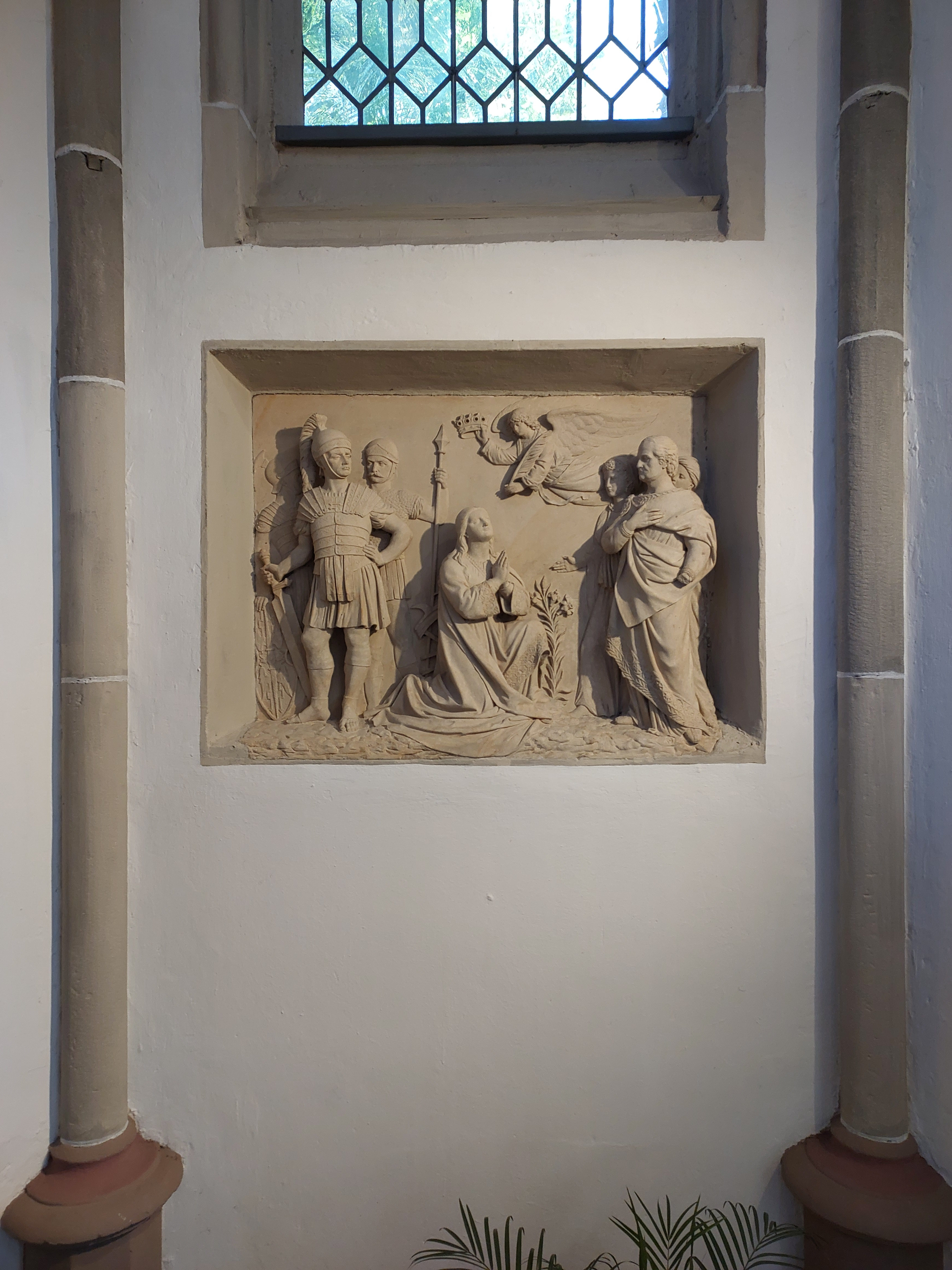
Relief der Hl. Katharina (1881)

- Die ursprünglichen Seitenaltäre von 1881 nahmen jeweils im Retabel ein Sandsteinrelief des Bildhauers August Schmiemann (Münster) auf. Das Relief im rechten Seitenaltar zeigt den heiligen Vitus, den Namenspatron der Kirche. In der dargestellten Folterszene steckt er in einem mit siedendem Öl gefüllten Kessel, dem er anschließend – der Überlieferung nach – ohne Schaden entsteigen kann. Das Relief im linken Seitenaltar zeigt die heilige Katharina von Alexandrien, die zweite Namenspatronin der Kirche. Hierbei ist die Todesszene dargestellt, die sie zur Märtyrerin werden ließ. Die Seitenaltäre sind mit dem Umbau der Kirche in den 1960er Jahren entfernt worden. Beide Reliefs existieren noch und sind jeweils rechts und links in die Nischen neben dem Chorraum eingelassen.
- Vom Bildhauer August Schmiemann stammen auch die historischen Krippenfiguren, die die Weihnachtskrippe zieren. Die etwa 50 cm hohen Figuren sind aus Eichenholz gefertigt. Sie wurden erstmalig zum Weihnachtsfest 1890 aufgestellt. In den 1960er Jahren wurden sie durch modernere Figuren ersetzt und gerieten zunächst in Vergessenheit. Zum 1100-jährigen Bestehen der Stadt Olfen im Jahr 1989 griff man den Vorschlag des Küsters Georg Holtmann auf, die historischen Krippenfiguren zu restaurieren und sie ihrer ursprünglichen Bestimmung zurückzugeben. Seitdem schmücken sie Jahr für Jahr die Kirche zur Weihnachtszeit.[9]

- Eine Frau Mehring stiftete 1868 einen Kreuzweg, der im selben Jahr aufgestellt wurde. Die 14 Stationen führten von Westrup durch die Geest zum Alten Friedhof. Ein Künstler mit dem Namen Fridag schuf sie aus Baumberger Sandstein. Der Sandstein verwitterte in den folgenden Jahren und der Kreuzweg wurde 1938 abgebrochen. Das Material wurde teilweise für den Bau der Fundamente des neuen Kreuzweges, der von der Kirche ausging und am alten und neuen Friedhof vorbeiführen und mit einer kleinen Kapelle enden sollte. Im Dezember 1938 waren 13 Stationen im Rohbau vollendet. Dann ordnete der Olfener Bürgermeister an daß wegen künftiger Gestaltung des Ortsbildes und verkehrstechnischer Neuerungen, einig Kreuzwegstationen versetzt werden müssten.[10]
- Ein etwa 250 Jahre altes Messgewand wurde 2011 umfangreich restauriert. Das Gewand lag etliche Jahre in einer Schublade der Sakristei und war vom Verfall bedroht. Die Herkunft und das genaue Alter des österlichen Gewandes ist nicht überliefert. Die Klosterarbeit von der Mitte des 18. Jahrhunderts wurde von der Textilrestauratorin Sabine Heitmeyer-Löns aus Havixbeck bearbeitet. Das Gewand aus Seide ist mit aufwendigen Stickereien geschmückt, es werden die Kreuzigung und die Auferstehung verbunden. Auf der Vorderseite sind ein Hahn, dreißig Silberlinge, Schilfrohr, eine verlöschende Flamme und die Dornenkrone dargestellt. Diese in roter Farbe gezeigten Ornamente in Blütenform sollen als Sinnbild für das Blut Christi zur Verherrlichung der Auferstehung stehen. Die Rückseite des Gewandes zeigt das geöffnete Herz Jesu auf einem Strahlenkranz, als das Symbol der Sonne, die für Christus steht. Als Zeichen des Glaubens ist der Anker dargestellt. Die Geißelwerkzeuge wie Würfel, Speer, Hammer, Nägel und Rute sind sehbar. Eine sichere Zuordnung des Messgewandes ist nicht überliefert, die Restauratorin vermutet „Das Gewand ist eine hochprofessionelle Arbeit, wie sie in Frankreich vorkommt, aber wegen der Schnittführung nicht französisch“. Die Blüten sind aus Chenillegarn gewirkt, und das Material des Gewandes ist reine Seide. Die gut ausgeführten alten Stopfstellen wurden von der Restauratorin nicht berührt, die nicht so fein bearbeiteten wurden fachgerecht bearbeitet.[11]

### Orgel

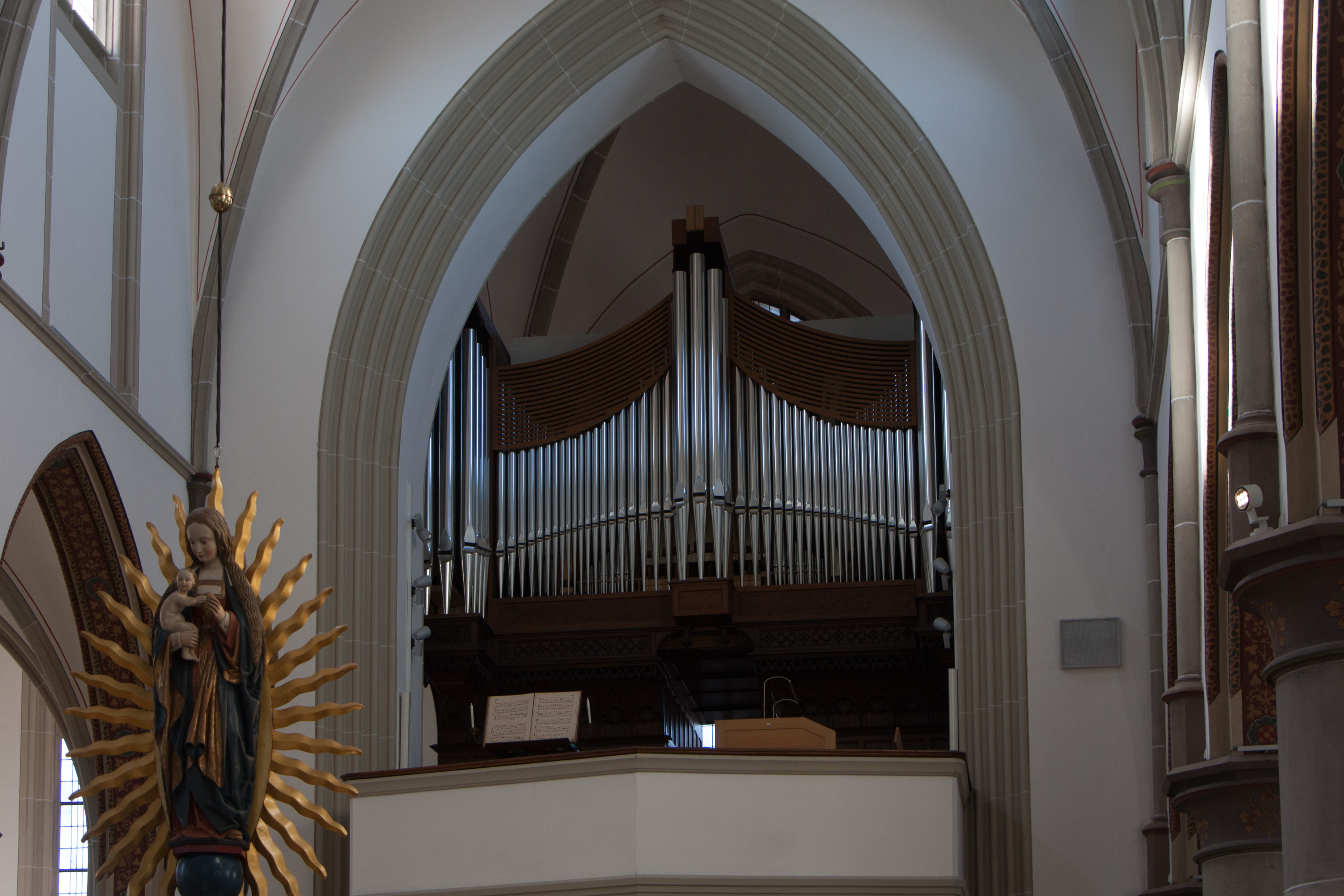
Blick zur Orgelempore (2018)

Bis 2015 stand auf der Westempore eine Orgel aus dem Jahre 1885, erbaut von dem Orgelbauer Friedrich Fleiter (Münster). Die heutige Orgel wurde 2015 von der Firma Orgelbau Merten (Remagen) erbaut, unter Wiederverwendung neun Registern aus der Fleiter-Orgel. Hinzu kamen neben einigen neuen Registern auch Pfeifenwerk aus einer Orgel, die 1872 von der britischen Orgelbaufirma Willis & Sons für eine Kirche in Lancaster erbaut worden war, und ab 1950 bis 2012 in Liverpool stand. Von der Fleiter-Orgel wurde das historische Untergehäuse wieder verwendet. Die Orgel hat 31 Register, darunter ein extendiertes Register, auf zwei Manualwerken und Pedal. Das Schwellwerk (2. Manual) ist in Labialwerk (Werk A) und Zungenwerk (Werk B) unterteilt. Die beiden Werke sind eigenständig anspielbar und koppelbar.
| I Hauptwerk C–c4 |                   |     |        |
| 1.               | Bourdon           | 16′ | (W)    |
| 2.               | Open Diapason     | 8′  | (M)    |
| 3.               | Bourdon           | 8′  | (F)    |
| 4.               | Hohl Flute        | 8′  | (W)    |
| 5.               | Principal         | 4′  | (W)    |
| 6.               | Harmonic Flute    | 4′  | (W)    |
| 7.               | Fifteenth         | 2′  | (W)    |
| 8.               | Cornett V (ab f0) |     | (W, F) |
| 9.               | Mixtur III-IV     |     | (M)    |
| 10.              | Trumpet           | 8′  | (W)    |
|                  | Tremulant         |     |        |

| II Schwellwerk C–c4 |                 |        |     |
|                     | Labialwerk (A)  |        |     |
| 11.                 | Violin Diapason | 8′     | (W) |
| 12.                 | Viola da Gamba  | 8′     | (W) |
| 13.                 | Clarabella      | 8′     | (W) |
| 14.                 | Vox coelestis   | 8′     | (W) |
| 15.                 | Gemshorn        | 4′     | (W) |
| 16.                 | Rohr Flute      | 4′     | (F) |
| 17.                 | Twelfth         | 2 ⁄3′  | (W) |
| 18.                 | Flute           | 2′     | (M) |
| 19.                 | Terz            | 1 3⁄5′ | (M) |
| 20.                 | Mixtur III      |        | (M) |
|                     | Tremulant       |        |     |

| (Fortsetzung) |                    |    |     |
|               | Lingualwerk (B)    |    |     |
| 21.           | Trumpet harmonique | 8′ | (W) |
| 22.           | Oboe               | 8′ | (W) |
| 23.           | Clarinet           | 8′ | (W) |
| 24.           | Clairon            | 4′ | (F) |
|               | Tremulant          |    |     |

| Pedalwerk C–f1 |                             |     |     |
| 25.            | Acoustic Bass (Ext. Nr. 27) | 32′ | (M) |
| 26.            | Open Diapason               | 16′ | (M) |
| 27.            | Bourdon                     | 16′ | (F) |
| 28.            | Octave                      | 8′  | (F) |
| 29.            | Bass Flute                  | 8′  | (F) |
| 30.            | Octave                      | 4′  | (F) |
| 31.            | Trombone                    | 16′ | (F) |

- Koppeln: II A/I, II B/I, I/P, II A/P, II B/P; Sub- und Superoktavkoppeln (I/I, II A/I, II B/I, II A/II A, II B/II B)
- Anmerkungen:

(W) = Register von Willis
(F) = Register von Fleiter
(M) = neues Register (Mertens, 2015)

### Glocken
Im Turm von St. Vitus hingen bis 1942 drei Läuteglocken und drei Uhrenglocken. Zwei der Läuteglocken stammten aus den Jahren 1640 (913 kg, 117 cm Durchmesser) und 1598 (717 kg, 105 cm Durchmesser). Zwei Stundenglocken stammten aus dem Jahr 1938, eine weitere Stundenglocke aus dem Jahr 1554 (61 kg, 46 cm Durchmesser). 1942 mussten zwei der Läuteglocken und die drei Uhrschlagglocken zu Kriegszwecke abgeliefert werden. Nur eine Läuteglocke blieb erhalten. Als Ersatz für die Stundenglocken erhielt St. Vitus zwei neue Glocken aus Zinklegierung, gegossen von der Gießerei Petit & Gebr. Edelbrock.
Im Mai 1945 konnten einige der abgelieferten Glocken aus einem Sammellager in Lünen zurückgeholt werden. Zwei Stundenglocken und eine der Läuteglocken wurden wieder aufgehängt. Die zweite Läuteglocke wurde – zusammen mit hinzugekauftem Glockenbruch – von der Glockengießerei Petit & Gebr. Edelbrock zu zwei neuen Glocken nach dem Muster der 1938 gegossenen Glocken umgegossen. Alle Glocken wurden in einem neuen Glockenstuhl aus Stahl aufgehängt, der auf dem alten hölzernen Glockenstuhl aufgebaut wurde. Es war geplant (Stand 2013), den Stahlglockenstuhl zugunsten eines neuen Stuhls aus Holz zu ersetzen, um den Klang der Glocken weicher zu gestalten.
| Nr. | Name      | Gussjahr | Gießer                           | Gewicht (kg) | Nominal | Anmerkung/Inschriften |
| --- | --------- | -------- | -------------------------------- | ------------ | ------- | --- |
| 1   | Herz Jesu | 1945     | Petit & Gebr. Edelbrock, Gescher | 2.000        | des1    | |
| 2   | Paulus    | 1640     | Claudius Lamiralle               | 870          | es1     | „Wulf zu Füchteln und Davensberg, Ascheberg, Rauschenburg, Friedach zu Sandfort und Rechede; wiederhergestellt im Jahre des Herrn 1640 durch Pastor Arnold Erlenwein und dem Gießer Claudius Lamiral, Gott bewahre mich. Heiliger Paulus, Patron des Vaterlandes.“                                                               |
| 3   | Vitus     | 1945     | Petit & Gebr. Edelbrock, Gescher |              | ges1    | Die Glocke trägt die Inschrift und Zier der eingeschmolzenen Läuteglocke: „Heiliger Vitus ist mein Name. Ich rufe in Gottes Namen alle zusammen. Peter Nelman von Soest hat mich im Jahr 1598 gegossen.“ Außerdem wurde die Inschrift „Umgegossen im Jahr 1945 von der Firma Petit und Gebrüder Edelbrock, Gescher.“ angebracht. |
| 4   | Salvator  | 1654     | Johannes Paris                   |              | as1     | „Heiland der Welt bewahre uns. Pastor Hermann Isvordinck hat mich gemacht. Johannes Parwiss hat mich gegossen im Jahre 1654.“ Die Glocke ist reich verziert mit verschiedenen abstrakten Ornamenten. |

## Urkunde unter dem neuen Kirchenhahn
1949 wurde unter dem neuen Kirchenhahn eine Urkunde mit folgendem Text für die Zukunft eingesetzt:

„St. Vitus Olfen Im Jahre des Heiles 1949 Eintausendneunhundertneunundvierzig Als Sr. Heiligkeit Pius XII. Papst der katholischen Kirche war; Dr. Michael Keller Bischof von Münster und Pfarrer Gerhard Harrier aus Stadtlohn mit seinem Hilfsgeistlichen Vikar Heinrich Buddenkotte aus Füchtdorf und Kaplan Wilhelm Benning aus Vreden die Kirchengemeinde St. Vitus zu Olfen betreuten, zusammen mit dem Kirchenvorstande, dessen Mitglieder für die Stadt waren: Schreinermeister Theodor Lackmann sen., Schmiedemeister Ludwig Bünder, Invalide Stephan Reddemann, Bauer Bernhard Pellmann, Kaufmann Hugo Stollbrock; für das Kirchspiel Sülsen: Bauer Josef Himmelmann; für das Kirchspiel Kökelsum: Bauer Franz Kersting; für das Kirchspiel Rechede: Bauer August Kortenbusch; für die Kapellengemeinde Vinnum: Bauer Paul Lohmann und Anstreichermeister Bernhard Mengelkamp; als die drei westlichen Teile unseres durch den unseligen 2. Weltkrieg gevierteilten Deutschen Vaterlandes regiert wurden vom Bundespräsidenten Prof. Dr. Heuß und vom Bundeskanzler Conrad Adenauer, da wurde dieser Kirchturmhahn am Feste der hl. Elisabeth, dem 19. November, auf seinen hohen Thron erhoben, nachdem sein Vorgänger durch deutsche Artillerie von Datteln her am zweiten Ostertage, dem 2. April 1945, in Stücke gerissen, bis auf die Marktstraße geschleudert wurde. Möge der neue Kirchturmhahn seinen Platz länger innehaben als der alte. Mögen alle Pfarrangehörigen seine Predigt von der hohen Kanzel hören und befolgen: Wachet und betet, damit ihr nicht in Versuchung fallet Ich habe den ersten Papst, St. Petrus, zu sofortiger Buße bewogen. Sollte Einer von euch St. Petrus in der Sünde folgen, so folge er ihm auch ebenso schnell in der Umkehr und Besserung. Seid aber nicht wankelmütig, wie ich es bin. Stehet vielmehr fest im Glauben. Bewahret treu das von euren Vätern ererbte Glaubensgut. Darin beruht euer Glück. Soviel an mir liegt, will ich euch beistehen, dieses Glück zu bauen, indem ich euch künde Wind und Wetter. Gott helfe euch und mir!“